# Ранні журавлі
«Ранні журавлі» — радянський художній фільм 1979 року режисера Болотбека Шамшиєва за однойменною повістю Чингіза Айтматова.

## Сюжет
Історія 14-річного хлопчика Султанмурата, який в далекому киргизькому аулі залишився старшим чоловіком — інші пішли на фронт. Він, разом з іншими школярами, відгукнувся на прохання голови колгоспу допомогти — врятував і виходив в голодну зиму 1943 року колгоспних коней, навесні вивів їх на оранку сіяти хліб. Рання весна прийшла того року, і хлопці радісно зустрічали журавлиний клин в блакитному небі … але в далекому від фронту киргизькому степу лунає ехо війни, що йшла того часу…

## У ролях
- Еміль Борончієв — Султанмурат Бекбаєв
- Суйменкул Чокморов — Бекбай Бекбаєв, батько
- Гульсара Ажибєкова — мати
- Хасан Абдраїмов — Аджимурат, брат Султанмурата
- Суїютай Шамшиєва — сестра
- Алтинай Абдієва — сестра
- Акил Куланбаєв — голова
- Байдалда Калтаєв — Чекіш, бригадир-аксакал
- Садикбек Джаманов — Джумали
- Талгат Джаманаков — Еркінбек
- Марс Кутманалієв — Анатай
- Кирманчи Каачабаєв — Ергеш
- Чинтемір Кутуєв — Кубаткул
- Джумандил Ісаєв — Канат
- Совєтбек Джумадилов — Нуркерім
- Назіра Мамбетова — Джипар
- Мір Нурмаханов — Саригул
- Айтурган Темірова — дружина Саригула
- Нургуль Кендірбаєва — Мирзагуль, сестра Саригула
- Бакірдін Алієв — Бейшенкул, аксакал
- Сабіра Кумушалієва — стара
- Жанна Куанишева — вчителька
- Джапар Садиков — епізод
- Орозбек Кутманалієв — епізод
- Джамал Сейдакматова — епізод
- Асанбек Умуралієв — епізод
- Урумкан Ісмаїлова — епізод
- Гулшара Дулатова — епізод
- Турсун Уралієв — епізод
- Багадур Алієв — епізод

## Знімальна група
- Режисер — Болотбек Шамшиєв
- Сценаристи — Чингіз Айтматов, Болотбек Шамшиєв
- Оператор — Сергій Тараскін
- Композитор — Олександр Кнайфель
- Художник — Віктор Амельченков